# Радиопрозрачный купол

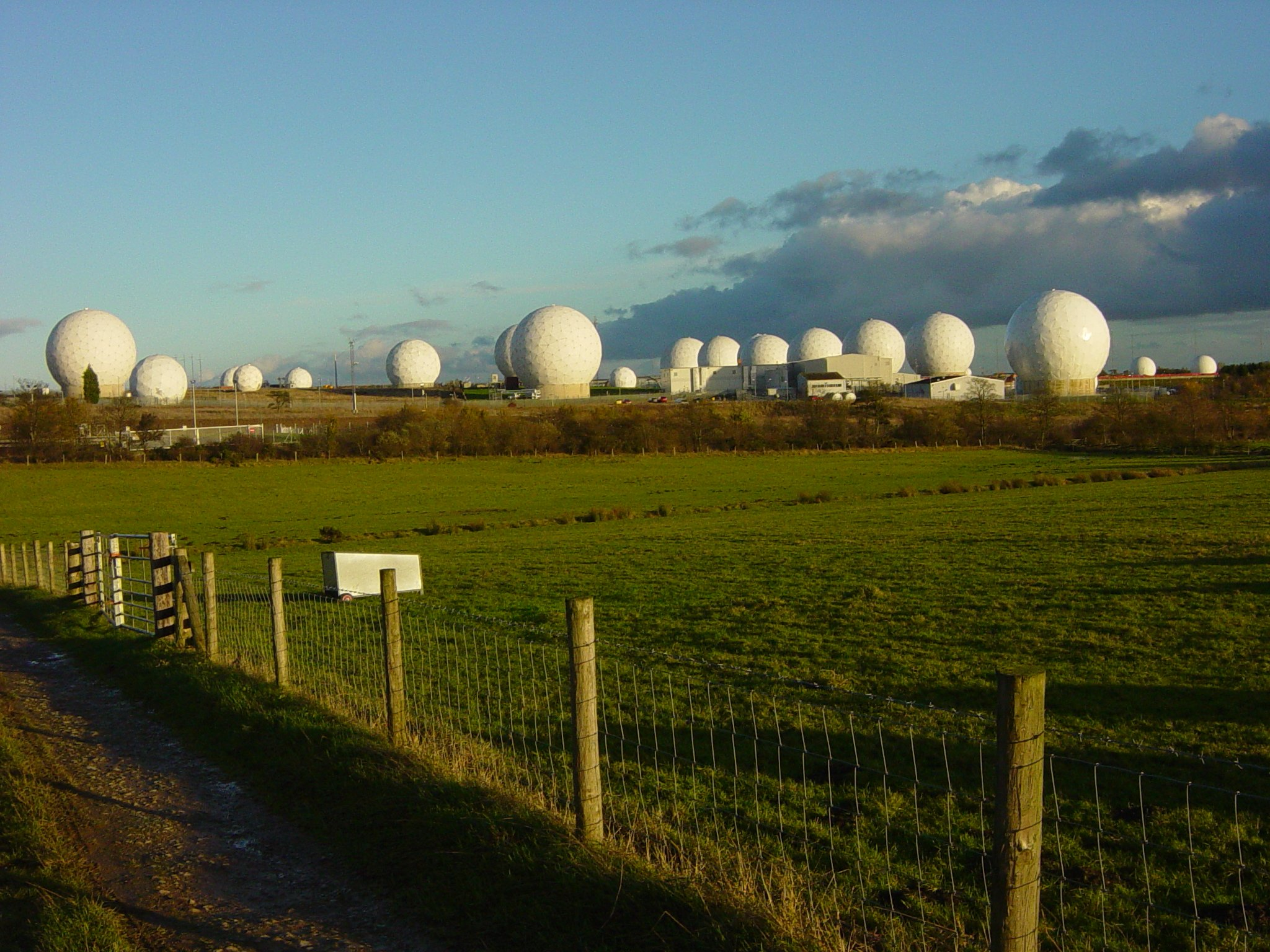
Купола антенн американской разведки «Эшелон» в Йоркшире

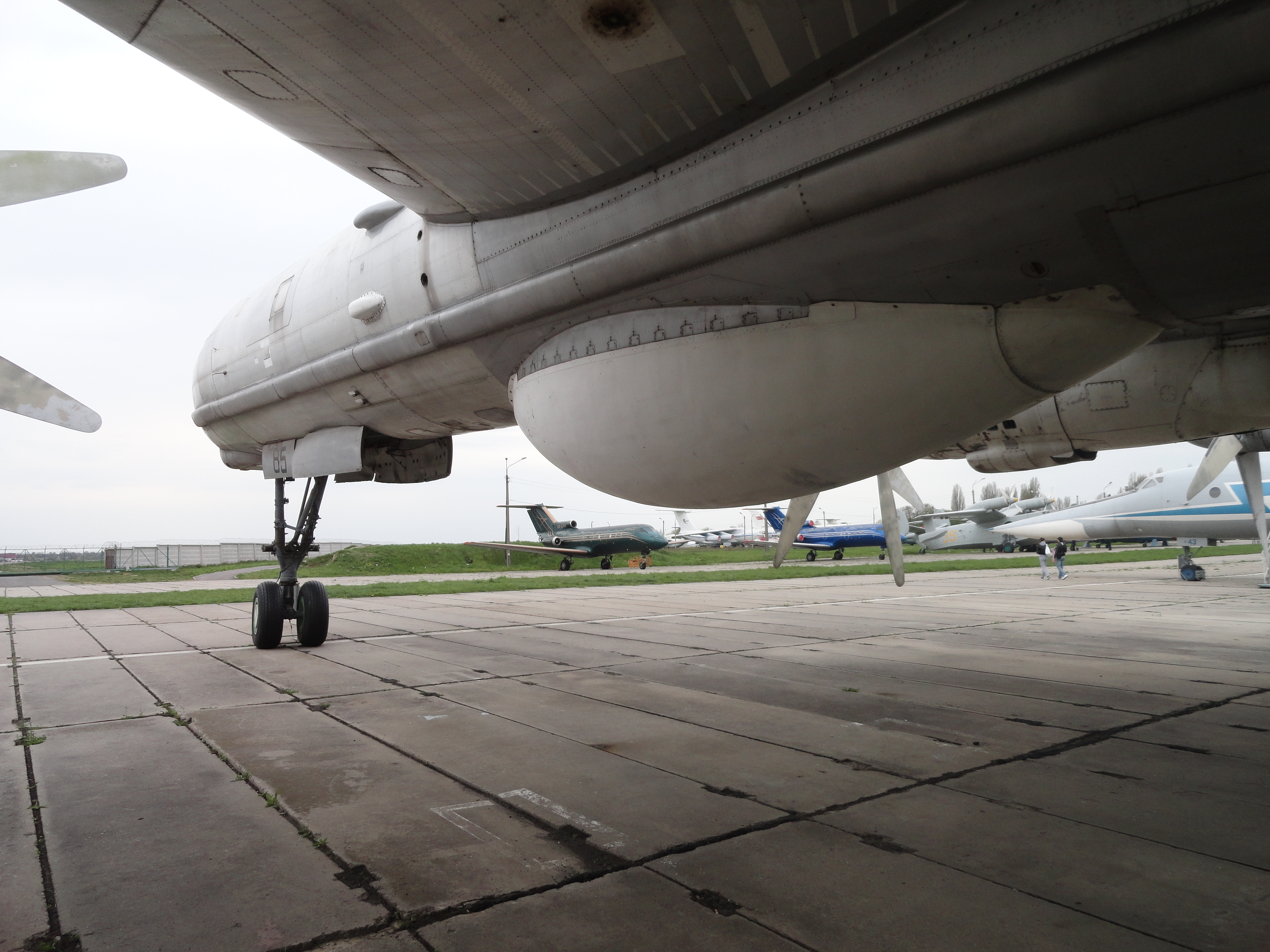
Обтекатель РЛС кругового обзора под центропланом Ту-142

Радиопрозрачный купол (англ. radome от англ. radar — «радар» и англ. dome — «купол») — сферическое покрытие для защиты радиоантенн.
Производится из материалов, защищающих от дождя, но пропускающих радиоволны, в основном из стекловолокна. Имеет две функции: защищает антенну от ветра и обледенения, а также не позволяет военной разведке противника определить направление антенны (с этим связана его сферическая форма, позволяющая повернуть внутри антенну в любом направлении).
В самолётах и ракетах радар расположен в передней части конструкции, в связи с чем купол на них имеет обтекаемую форму с целью понижения лобового сопротивления антенны.
В российской технической документации на летательные аппараты применяется термин радиопрозрачный обтекатель. Как правило, это монолитная или сотовая конструкция из стеклотекстолита, окрашенная специальной радиопрозрачной эмалью, требующая минимального ухода в процессе эксплуатации.